# Zöldes hajascsészegomba
A zöldes hajascsészegomba (Neodasyscypha cerina) a Hyaloscyphaceae családba tartozó, Eurázsiában, Észak-Amerikában és Új-Zélandon honos, lombos fák korhadó törzsén, ágain élő, nem ehető gombafaj. 

## Megjelenése
A zöld hajascsészegomba termőteste 0,2-1,5 (2) mm átmérőjű, csésze vagy kehely alakú, nyele nagyon rövid vagy hiányzik. Külső felületének alapszíne szürke, szürkéssárga, szürkésbarna, amit sárgás-zöldes-szürkés szőrös-nemezes réteg borít. A csésze belső oldalán lévő termőrétege olívszürke, okkersárga vagy narancsszínű. 
Húsa sárgásbarna. Íze és szaga nem jellegzetes.
Spórapora fehér. Spórája ellipszoid vagy orsó alakú, mérete 5-8 x 2-2,5 µm. A tömlő (aszkusz) bunkó alakú, megnyúlt, mérete 40-55 x 3-5 µm. 

### Hasonló fajok
A kétszínű csészegombácska, a fenyőerdei prémes-csészegomba, esetleg a csomós szemcsegomba hasonlíthat hozzá. 

## Elterjedése és termőhelye
Eurázsiában, Észak-Amerikában és Új-Zélandon honos. 
Lombos fák (jellemzően bükk, gyertyán, hegyi juhar, szilvafa) kéreg nélküli, korhadó törzsén, ágain, akár elfűrészelt felületén él. Egész évben megtalálható.

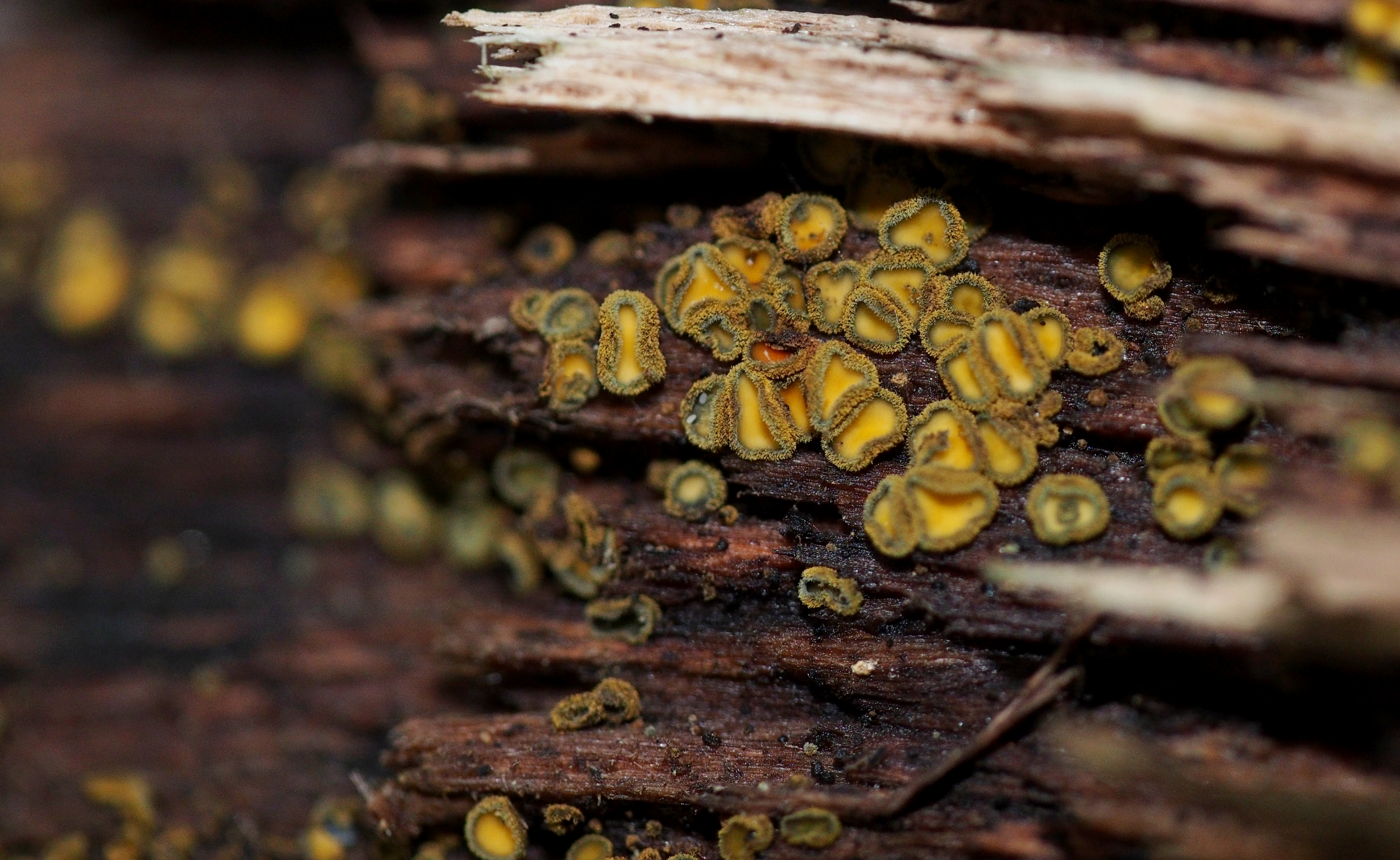
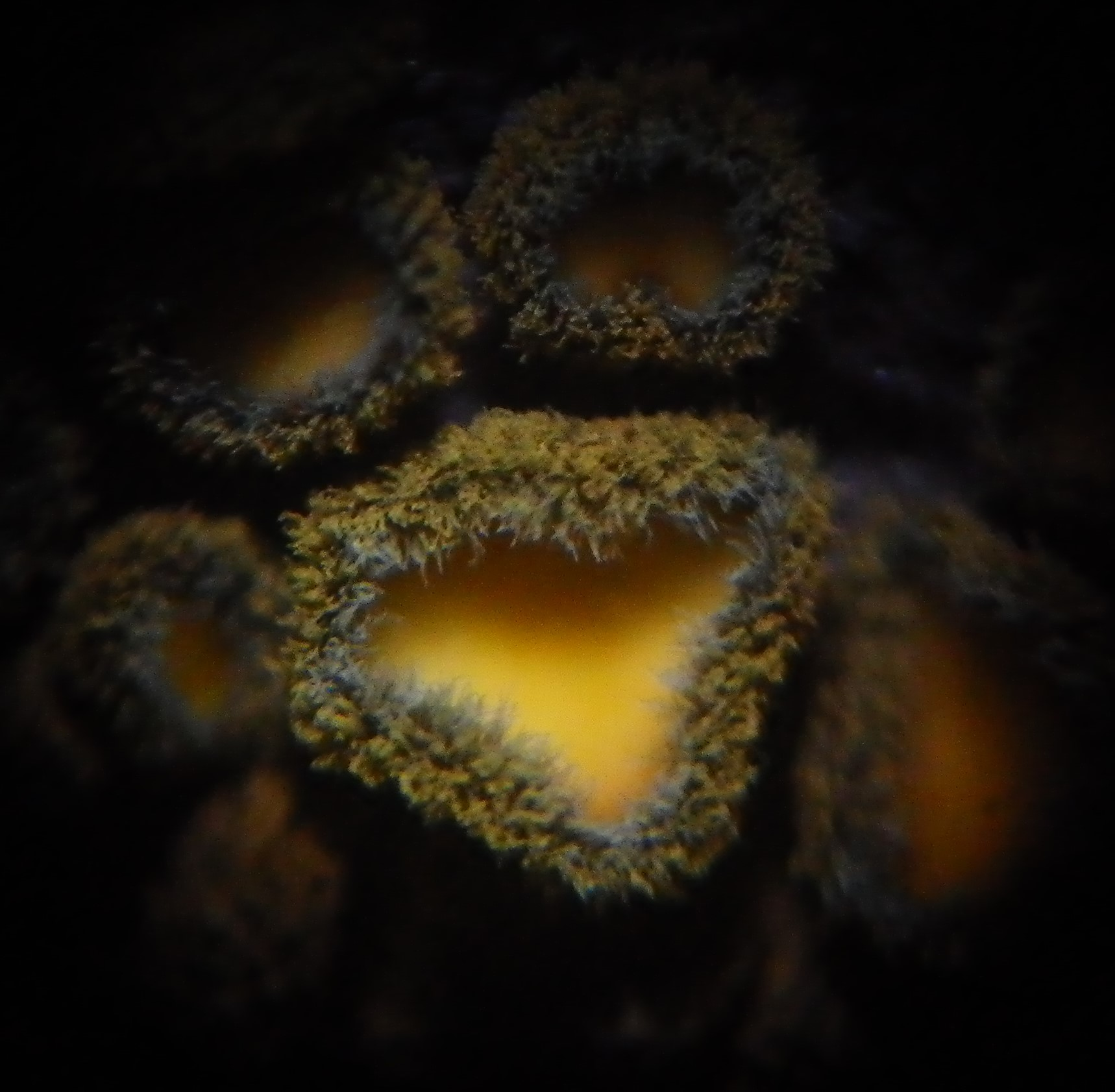

Nem ehető.